# Siphona amplicornis
Siphona amplicornis är en tvåvingeart som beskrevs av Louis-Paul Mesnil 1959. Siphona amplicornis ingår i släktet Siphona och familjen parasitflugor. Inga underarter finns listade i Catalogue of Life.